# AVITE
La Asociación de Víctimas de la Talidomida de España (AVITE) es una organización activista que defiende los derechos de las víctimas españolas del fármaco talidomida, desarrollado a principios de la década de 1950 por la farmacéutica alemana Grünenthal. Entre otros premios, la asociación ha sido galardonada con la Medalla de Oro de Murcia y con un León de Bronce en el Festival de Cannes (en 2016), además de la Cruz de Sant Jordi y la Medalla de Oro de Andalucía (en 2017).

## Historia
AVITE fue fundada en 2004 en la localidad murciana de Alcantarilla, por iniciativa del talidomídico español José Riquelme. Concretamente fue registrada e inscrita en el Registro de Asociaciones a nivel nacional, del Ministerio del Interior, con el número 171733 de la Sección 1.ª el 22 de marzo de 2004. Desde aquel entonces, la asociación ha llevado a cabo diversas iniciativas para concienciar al público de las dificultades cotidianas que padecen los talidomídicos españoles. Asimismo, la organización ha emprendido diversas acciones legales con objeto de que Grünenthal y el gobierno español indemnice a los afectados de España, ya que estos no han recibido ninguna compensación de la farmacéutica alemana, a diferencia de los talidomídicos de otros países.

### Trayectoria activista en España
En 2006, a raíz del activismo de la asociación, el Gobierno de España y el Ministerio de Sanidad españoles implementaron un protocolo clínico de evaluación de las lesiones ocasionadas por la talidomida. Como consecuencia de ello, el gobierno aprobó el RD 1006/2010. Dicho RD contemplaba el pago de indemnizaciones de entre 30.000 y 100.000 euros a los solicitantes que fuesen diagnosticados como talidomídicos por el personal del Instituto de Salud Carlos III. A fin de facilitar el proceso de diagnóstico, el Instituto contó con la colaboración de AVITE, cuyos socios aportaron fotografías, radiografías, informes médicos y otras pruebas similares para demostrar su condición de afectados. Con todo, solo fueron aprobadas 24 solicitudes, frente a la cifra estimada de entre 500 y 1000 talidomídicos españoles que aún vivían a fecha de octubre de 2013.
En enero de 2018, AVITE acordó con el Ministerio de Sanidad de España el establecimiento de una unidad de diagnóstico para certificar los daños provocados por la talidomida, dirigida a los talidomídicos españoles que desearan solicitar una revaluación de su caso y a otros potenciales afectados que no se hubieran beneficiado del protocolo de certificación de 2006. Sin embargo, el protocolo de 2018 terminó cayendo en una aparente paralización, lo que a su vez motivó una reclamación patrimonial de AVITE contra el Ministerio de Sanidad, cifrada en 390 millones de euros e interpuesta en enero de 2019.
En diciembre de 2019, el Ministerio de Sanidad anunció la conclusión del protocolo de diagnóstico de 2018, que se saldó con la aprobación de 103 de las 511 solicitudes interpuestas. No obstante, AVITE manifestó su disconformidad con estos resultados, argumentando que el porcentaje de afectados reconocidos por el Ministerio de Sanidad (un 20% del total de solicitudes presentadas) no se correspondía con las estimaciones de la asociación respecto al impacto real del consumo de talidomida en España.
Después de la continua e incesante lucha de AVITE, el gobierno el 4/7/2023 aprobó un nuevo RD, en concreto el RD 574/2023, que contempla el pago de ayudas a 130 afectados.
El 25/06/2024 sale Sentencia del Tribunal Supremo dando la razón a AVITE sobre el  recurso que tenía la Asociación presentado contra el RD 574/2023 sobre las ayudas a los afectados de la Talidomida.
El Supremo anula con dicha sentencia algunos artículos de dicho RD, para beneficiar a un amplio número de afectados, que hasta ahora no habían podido recibir las ayudas.
* SENTENCIA DEL TRIBUNAL SUPREMO
El Tribunal Supremo comete un error en la sentencia y AVITE solicita corrección y subsanación de la misma.
* AUTO DEL TRIBUNAL SUPREMO RECTIFICANDO SENTENCIA: Auto del Tribunal Supremo de fecha 09/07/2024 corrigiendo la Sentencia de fecha 25/06/2024 solicitado por AVITE, “en el sentido de precisar que la parte dispositiva alcance a personas que en el pasado fueron regularmente reconocidas por “cualquier Administración” como afectados por la talidomida y no solo por la “administración autonómica” pues es evidente que el contenido de la demanda y la fundamentación jurídica de la sentencia tiene un alcance general y no limitado al ámbito de la Administración autonómica”

### Acciones legales contra Grünenthal
En 2011, AVITE interpuso una querella contra Grünenthal por valor de 204 millones de euros en concepto de indemnizaciones, la cual culminó en 2013 con un fallo de primera instancia a favor de los afectados españoles. Con todo, la Audiencia Provincial de Madrid anuló dicha sentencia en 2014, después de que Grünenthal la apelase. Al año siguiente, el Tribunal Supremo falló definitivamente en favor de la compañía: los magistrados estimaron que los daños causados por la talidomida habían prescrito. Agotadas las vías judiciales en España, la asociación optó por llevar a Grünenthal al Tribunal Europeo de Derechos Humanos, que absolvió definitivamente a la empresa en 2017, al considerar también prescrita su responsabilidad por los estragos de la talidomida. Debido a su inapelabilidad, esta sentencia bloqueó cualquier posibilidad futura de que los talidomídicos españoles obtuvieran una indemnización de Grünenthal en los tribunales.
En 2012, la farmacéutica alemana publicó un comunicado dirigido a los talidomídicos de todo el mundo, en el que les ofrecían sus disculpas por las malformaciones y problemas de salud derivados de la talidomida. Sin embargo, el texto no incluía mención alguna al pago de indemnizaciones por parte de la empresa.

## Premios
AVITE se alzó con un León de Bronce en la gala de 2016 del Festival de Cannes por su corto satírico Enhorabuena, en el que felicitaban sarcásticamente a Grünenthal por haber ganado el juicio de 2017 en el TEDH.
Medalla de Oro concedida por la Comunidad de Murcia en favor de AVITE y de su presidente José Riquelme López. Junio 2016.
Medalla de Oro de Andalucía a AVITE, febrero 2017.
AVITE recoge la Cruz de Sant Jordi concedida por la Generalitat Catalana. Mayo 2017. 
El Ayuntamiento de Alcantarilla (Murcia) aprueba una calle a José Riquelme presidente fundador de AVITE, municipio murciano que vio nacer a su Presidente, donde se creció y en donde, además, ha estado trabajando durante 35 años, como funcionario y jefe de sección de Atención al Ciudadano, hasta su jubilación anticipada en el año 2018. Julio 2017.
Cádiz primer consistorio que nomina una calle a los talidomídicos de AVITE. Junio 2019. 
José Riquelme, presidente de AVITE recoge el premio del CGCOM (Consejo General de Colegios Oficiales de Médicos de España) a la Asociación, reconociendo la lucha asociativa de AVITE. septiembre 2019. 
AVITE galardonada con el Premio Nacional a la mejor labor de una Asociación de Pacientes, por la Asociación Acceso Justo al Medicamento (AAJM) 30 de noviembre de 2024.

### Redes sociales
- Beacons (Tarjeta visita AVITE)

- Datos: Q29413493